# Soldier of Love (singolo)
Soldier of Love è il primo singolo estratto dall'album omonimo del gruppo musicale Sade, pubblicato l'8 dicembre 2009 dall'etichetta discografica Sony. Il singolo raccoglie numerosi consensi infatti viene considerato dalla rivista Rolling Stone il 3° migliore singolo del 2010. Grazie al singolo,l'album si posiziona immediatamente al 1º posto nella Billboard 200 con 501.665 copie vendute

## Classifiche
| Classifica (2010) | Posizione massima |
| ----------------- | ----------------- |
| Spagna            | 48                |
| Svizzera          | 25                |
| Svezia            | 23                |
| Belgio            | 9                 |